# James Ling
James Ling (Hugo, 31 dicembre 1922 – 17 dicembre 2004) è stato un imprenditore statunitense.

## Biografia
James "Jimmy" J. Ling fu il fondatore della ‘'Ling-Temco-Vought'’. 
Ling utilizzo i fondi racimolati dalla LTV per comprare diverse aziende, divenendo uno dei maggiori manager di conglomerate americane degli anni '60. Come altre conglomerate, ITT, Litton Industries, Teledyne e Textron, la LTV si dissolse per inflazione e alti interessi negli anni'70.
Ling fu il figlio di un cattolico convertito che, in un clima di anticattolicesimo durante la prima Guerra mondiale, uccise un lavoratore delle ferrovie e entrò più tardi in un monastero Carmelitano. 
La madre morì quando era bambino, e visse per un certo periodo con una zia. Non si diplomò presso la scuola gesuita che frequentava ma divenne un tecnico elettrico dopo un corso presso una scuola della  US Navy nel  Mississippi. Nel 1947 fondò la compagnia elettrica a Dallas di nome Ling Electric Company, con sede nel retro del suo negozio. Dopo averla fatta diventare una società per azioni nel 1955, Ling creò nuovi metodi per vendere i propri prodotti, incluso il porta a porta e le fiere del Texas.
Nel 1956 Ling comprò la L.M. Electronics, trasformandola in Ling-Temco-Vought. Lasciò l'azienda nel 1975 per le leggi antitrust. Ling venne ricoverato nel 1981 per una sindrome di Guillain-Barré.